# Lewisport
Lewisport és una població dels Estats Units a l'estat de Kentucky. Segons el cens del 2000 tenia 1.639 habitants.

## Demografia
Segons el cens del 2000, Lewisport tenia 1.639 habitants, 648 habitatges, i 452 famílies. La densitat de població era de 597 habitants/km².
Dels 648 habitatges en un 35,2% hi vivien nens de menys de 18 anys, en un 53,4% hi vivien parelles casades, en un 12,5% dones solteres, i en un 30,2% no eren unitats familiars. En el 27,6% dels habitatges hi vivien persones soles l'11,4% de les quals corresponia a persones de 65 anys o més que vivien soles. El nombre mitjà de persones vivint en cada habitatge era de 2,43 i el nombre mitjà de persones que vivien en cada família era de 2,98.
Per edats la població es repartia de la següent manera: un 25,8% tenia menys de 18 anys, un 10,2% entre 18 i 24, un 27,4% entre 25 i 44, un 21,2% de 45 a 60 i un 15,4% 65 anys o més.
L'edat mediana era de 35 anys. Per cada 100 dones de 18 o més anys hi havia 84,5 homes.
La renda mediana per habitatge era de 35.774 $ i la renda mediana per família de 42.321 $. Els homes tenien una renda mediana de 39.318 $ mentre que les dones 21.705 $. La renda per capita de la població era de 16.413 $. Entorn del 15,6% de les famílies i el 17% de la població estaven per davall del llindar de pobresa.

## Poblacions més properes
El següent diagrama mostra les poblacions més properes.